# Тюрин, Аркадий Георгиевич
Аркадий Георгиевич Тюрин (16 октября 1932 — 13 января 2003) — советский художник, художник-постановщик мультипликации.

## Биография
Аркадий Тюрин родился в Москве 16 октября 1932 года в семье Георгия Павловича Тюрина (1902—1972) и Елены Александровны Котовой (1897—1967) вторым братом в семье: старший брат Александр (??-??), средний Аркадий и младший Павел (1939—2011)
Окончил художественно-графический факультет МГПИ имени В. И. Ленина.
Учился в мастерской Ивана Иванова-Вано мультипликационного отделения художественного факультета ВГИКа (1957—1962).
В конце 1950-х годов начал работу над темой «Левша» по сказу Николая Лескова что стало его дипломной работой. Эскизы были показаны на его персональной выставке во Дворце культуры Новотульского металлургического завода в 1962 году.
С 1962 по 1964 год работал над мультфильмом «Левша» который вышел в 1965 году и получил почетный диплом VII Международного кинофестиваля короткометражных и документальных фильмов в Лейпциге (ГДР).
В 1950—1960-е годы принимает участие в создании известнейших мультфильмов такие как «Кто сказал „мяу“?», «Как котёнку построили дом», «Сказка о старом кедре», «Как один мужик двух генералов прокормил», «Поди туда — не знаю куда», «Богородская сказка», «25-е, первый день» который был снят совместно с Юрием Норштейном, «Снегурка», «Сеча при Керженце» и другие. Фильм «Сеча при Керженце» получил три международные первые премии на фестивале в Тбилиси, в Загребе, в Нью-Йорке.
Иллюстрировал серию офортов Байконура звёздные шаги. Работы экспонировались в Звёздном городке и на Байконуре.
Был художником книг — им оформлено более 40 изданий, в числе которых — Стихотворения Николая Некрасова, Левша Николая Лескова в 1967, 1973, 1981, 1994 годах, избранные произведения Николая Гоголя, Сказки об Италии Максима Горького, 300 русских пословиц и поговорок, Русские волшебные сказки, Домострой и других книг. Подарочное издание «Илья Муромец» было номинировано на Государственную премию СССР, равно как и издание Левши в 1973 году. Особенность издания Левши 1981 года издательством «Советская Россия» — это то, что в нем применены мультипликационные приёмы в книжной графике.
До последних дней своей жизни Аркадий Георгиевич преподавал во ВГИКе.
Умер в 2003 году. Похоронен на Востряковском кладбище.

## Фильмография

### Режиссёр
- 1968 — 25-е, первый день

### Сценарист
- 1963 — Как котёнку построили дом
- 1968 — 25-е, первый день

### Художник-постановщик
- 1964 — Левша
- 1965 — Как один мужик двух генералов прокормил
- 1967 — Богородская сказка[2]
- 1968 — 25-е, первый день
- 1969 — Снегурка
- 1969 — Дети и спички
- 1971 — Сеча при Керженце

### Художник-мультипликатор
- 1975 — Наследство волшебника Бахрама

### Персонажи и декорации
- 1965 — Как один мужик двух генералов прокормил

### Ассистент
- 1960 — Конец Чёрной топи
- 1961 — Заокеанский репортёр
- 1962 — Кто сказал «мяу»?
- 1963 — Сказка о старом кедре

## Книжная графика
Избранные работы:
- Лесков Н. С. Левша. Сказ о тульском косом левше и о стальной блохе / Главное управление Гознака; Художник Аркадий Тюрин. — М.: Гознак, 1973. — 120 с. — 50 000 экз.
- Илья Муромец / Главное управление Гознака; Художник Аркадий Тюрин. — М.: Гознак, 1973. — 120 с. — 100 000 экз.
- Домострой [печатный текст] / Колесов, Владимир Викторович, Составитель; Рождественская, В. В., Автор сопроводительного материала; Колесов, Владимир Викторович, Автор сопроводительного материала; Пименова, М. В., Автор сопроводительного материала; Тюрин, Аркадий Георгиевич, Художник; Кожедуб, Е. Г., Редактор. - Москва : Советская Россия, 1990. - 303, [1] с.: орнаменты, ил.; 24 см.- Библиография в подстрочных примечаниях.- 200000 экземпляров . - ISBN 5-268-01099-9

## Выставки работ
Работы Аркадия Георгиевича хранятся в музеях и частных коллекциях в России и за рубежом — в Тульский областной художественный музей, музее космодрома Байконур, музее Кино (Москва), музее-усадьбе «Поленово», музее ВГИКа, музея МСХШ имени В. И. Сурикова и других.
С 1954 года и до последних лет художник Аркадий Тюрин — постоянный участник групповых и автор персональных выставок, которых насчитывается более 60. Основные экспозиции:
- Московская молодёжная выставка (1965)
- Юбилейная Всесоюзная театральная выставка (Манеж, 1967)
- Молодёжная выставка (Ленинград, Русский музей, 1968)
- Юбилейная республиканская выставка (к 100-летию В. И. Ленина, 1970, Москва, Манеж)
- Персональная выставка (Москва, МОСХ, 1970)
- Персональная выставка в Доме космонавтов (1970)
- Персональная выставка на космодроме Байконур (1971)
- Всесоюзная выставка художников театра и кино (1972)
- Международная советско-американская художественная выставка, посвящённая полёту космических кораблей «Союз-Аполлон» (1975)
- Персональная выставка в историко-архитектурном заповеднике г. Богородицка (1981)
- Выставка художников театра и кино (Москва, ЦДХ, 1983)
- Всесоюзная выставка художников книги (Москва, ЦДХ, 1985)
- Международная художественная выставка «Космос на службе мира» (Москва, 1987)
- Выставка к 50-летию «Союзмультфильма» (1987)
- Персональная выставка к 30-летию фильма «Левша» (Москва, Музей кино, 1995)
- Персональная выставка к 30-летию создания фильма «Двадцать пятое, первый день» (Москва, ВГИК, 2000)